# Спасская (Вологодская область)
Спасская — деревня в Харовском районе Вологодской области. Входит в состав Ильинского сельского поселения, с точки зрения административно-территориального деления — в Ильинский сельсовет. По переписи 2002 года население — 1 человек.

## География
Деревня находится в 500 метрах от р. Кубена.
Географическое положение
Расстояние по автодороге до районного центра Харовска — 32 км, до центра муниципального образования Семенихи — 7 км.
Ближайшие населенные пункты
Коровиха, Черемухово, Царевская, Борисиха.

## Население
| 2010 |
| ---- |
| 6    |